# Cellere
Cellere est une commune italienne de la province de Viterbe dans la région Latium en Italie.

## Administration
| Période                                  | Période | Identité | Étiquette | Qualité |
| ---------------------------------------- | ------- | -------- | --------- | ------- |
|                                          |         |          |           |         |
| Les données manquantes sont à compléter. |         |          |           |         |

### Hameaux
Pianiano

### Communes limitrophes
Arlena di Castro, Canino, Ischia di Castro, Piansano, Tessennano, Valentano

## Démographie
Cellere comptait 1 071 habitants le 1er janvier 2023.